# Jon Ossoff
Thomas Jonathan Ossoff, dit Jon Ossoff, né le 16 février 1987 à Atlanta (Géorgie), est un homme politique et réalisateur de documentaires américain.
Membre du Parti démocrate, il est élu sénateur des États-Unis pour la Géorgie lors des élections de 2020 et 2021, face au sortant David Perdue, membre du Parti républicain. Il devient en 2021 le plus jeune sénateur des États-Unis, à l'âge de 34 ans.

## Biographie

### Vie personnelle
Les parents du père d'Ossoff, originaires de Russie et de Lituanie, sont de confession juive ashkénaze et ont fui les pogroms de la Zone de résidence, en Europe de l'Est. Lui-même a effectué sa Bar-mitzvah et assume son origine juive, déclarant : « Tous les Juifs américains ont en partage ce passé d’immigration ». Jon Ossoff est marié à Alisha Kramer, médecin obstétricienne elle-même d'origine juive ashkénaze.
Jon Ossoff effectue ses études supérieures aux États-Unis et au Royaume-Uni. Il obtient un diplôme de licence en sciences politiques à l'Université Georgetown et un master en sciences politiques à la London School of Economics.

### Engagement politique

#### Candidature à la Chambre des représentants
En 2017, Jon Ossoff est candidat lors de l'élection spéciale pour 6e district congressionnel de Géorgie, après que son représentant Tom Price est nommé par le président Donald Trump au poste de secrétaire à la Santé et aux Services sociaux. Dans ce district largement républicain, Ossoff parvient à rendre l'élection compétitive. Il finit par s'incliner face à son adversaire républicaine Karen Handel, rassemblant tout de même 48,22 % des voix, le meilleur score pour un démocrate dans ce district depuis plusieurs décennies. Pour cette élection, Ossoff lève plus de 23 millions de dollars de dons, ce qui en fait alors l'élection à la Chambre des représentants la plus chère de l'histoire.

#### Élection au Sénat

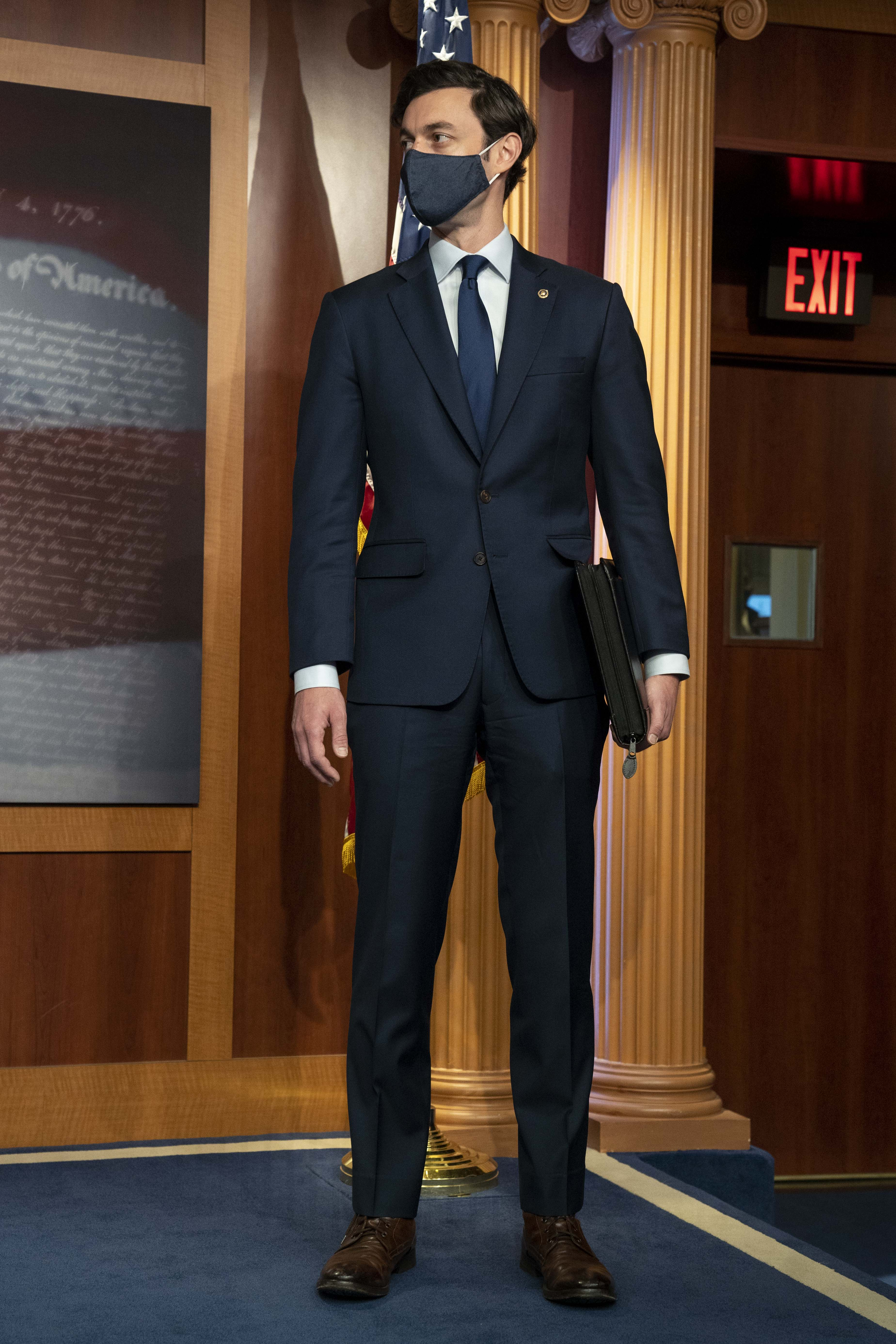
Jon Ossoff en février 2021 lors d’une conférence de presse sur la COVID.

Le 9 septembre 2019, il annonce sa candidature au poste de sénateur pour l'État de Géorgie. Sa candidature reçoit dès le premier jour un soutien important au sein du Parti démocrate, celui du représentant fédéral John Lewis, une des figures de la lutte pour les droits civiques.
Le 9 juin 2020, il remporte la primaire démocrate avec 52,8 % des voix, loin devant sa principale rivale, Teresa Tomlinson (15,7 %), maire de Columbus de 2011 à 2019, évitant un second tour. Il représente donc les démocrates en novembre 2020 face au républicain sortant David Perdue.
En novembre, il obtient 47,9 % des voix face au sénateur sortant qui obtient 49,7 % des voix. Aucun candidat n'ayant obtenu une majorité absolue, un second tour est organisé le 5 janvier 2021. Il remporte l'élection avec un peu plus de 50% des voix.

## Prises de position
Jon Ossoff est régulièrement considéré comme un modéré au sein du Parti démocrate. Il s'oppose notamment à des projets phares de l'aile gauche du Parti démocrate comme l'ouverture du programme pour personnes âgées Medicare à tous les citoyens (Medicare for all) ou le Green New Deal, bien qu'il soit favorable à l'accord de Paris,.
En matière de santé, Jon Ossoff soutient le Patient Protection and Affordable Care Act (Obamacare). Il soutient également le droit à l'avortement.

## Historique électoral

### 6edistrict congressionnel de Géorgie
| Année | Jon Ossoff | Républicain |
| ----- | ---------- | ----------- |
| Année |            |             |
| 2017  | 48,22 %    | 51,78 %     |

### Sénatoriale de 2020
| Candidats                | Candidats    | Partis                | Premier tour | Premier tour | Second tour | Second tour |
| Candidats                | Candidats    | Partis                | Voix         | %            | Voix        | %           |
| ------------------------ | ------------ | --------------------- | ------------ | ------------ | ----------- | ----------- |
|                          | Jon Ossoff   | Parti démocrate (D)   | 2 374 519    | 47,9         | 2 250 415   | 50,5        |
|                          | David Perdue | Parti républicain (R) | 2 462 617    | 49,7         | 2 207 172   | 49,5        |
|                          |              |                       |              |              |             |             |
| Votes valides            |              |                       |              |              |             |             |
| Votes blancs et nuls     |              |                       |              |              |             |             |
| Total                    | Total        | Total                 | 4 952 175    | 100          | 4 457 582   | 100         |
| Abstention               |              |                       |              |              |             |             |
| Inscrits / participation |              |                       |              |              |             |             |